# The Lawyers
The Lawyers (en hangul, 변호사들; romanización revisada, Byeonhosadeul), es una serie de televisión surcoreana creada por Jung Sung Joo y dirigida por Lee Tae Gon, transmitida en su país de origen por MBC desde el 4 de julio, hasta el 23 de agosto de 2005, protagonizada por Jung Hye Young, Kim Sang Kyung, Kim Sung Soo y Han Go Eun.

## Argumento
Kim Joo Hee (Jung Hye Young), es una secretaria de una firma de abogados, con una personalidad tranquila y silenciosa, que cansada de su vida, solo trabaja para poder pagar la cirugía de su hermana, sin embargo su calma desaparece ante Yoon Suk Ki (Kim Seong Soo), su exnovio, que es enviado desde Manhattan, Nueva York, para hacerse cargo de un expediente de su cliente. El sabiendo que hizo las cosas mal con Joo Hee, continúa siendo el mismo y su lugar con el paso del tiempo, fue paulatinamente llenado con el exfiscal Seo Jung Ho (Kim Sang Kyung), un hombre casado que ejerce de abogado en la misma empresa de Joo Hee.
Jung Ho en ocasiones olvida haber dejado su trabajo como fiscal y en más de una oportunidad habla de cosas extrañas, manteniendo una personalidad difícil de tratar por su jefe y compañeros de trabajo; Suk Ki inicia un conflicto con él, por unos expedientes que se niega entregar, no obstante, su competencia se va más allá de esos documentos y llega a Joo Hee, que deberá decidirse por el «monstruo sin corazón», como lo apoda Yang Ha Young (Han Go Eun), o Jung Ho, que pese a estar casado, depende considerablemente de ella.

## Reparto

### Personajes principales
- Jung Hye Young como Kim Joo Hee.
- Kim Sang Kyung como Seo Jung Ho.
- Kim Sung Soo como Yoon Suk Ki / Alex.
- Han Go Eun como Yang Ha Young.

### Personajes secundarios
- Chu Sang Mi como Song Yi Ryung.
- Lee Hwi Jae como Lee Jae Seo.
- Jung Ha Na como Oh Yoo Ri.
- Lee Dong Hoon como Jang Ki Soon.
- Kim Byung Ki como Go Young Joong.
- Jung Jung Ah como Eun Hye.
- Greena Park como Min Ji.
- Do Sung Min como Tami.
- Park Young Ji como Hong In Ki.
- Park Nam Hyung como Kwon Hyuk Joong.
- Hwang Bo Ra como Shin Ji Na.

### Otros personajes
- Shin So Mi como Cha Hye Soo.
- Lim Jung Eun como Kim Se Hee.
- Myung Ro Jin como Kim Ho Shik.
- Choi Yeo Jin como Debora Hong.

## Banda sonora
| Track listing |                                                |                    |          |  |
| N.º           | Título                                         | Artista            | Duración |  |
| 1.            | «Intro»                                        | Stanialav Malishev | 01:35    |  |
| 2.            | «Red Road»                                     | Mithra Jin         | 4:37     |  |
| 3.            | «스쳐 지나가다» (Seuchyeo Jinagada)            | Koffee             | 3:54     |  |
| 4.            | «가시장미» (Gasijangmi)                        | Myung Joo          | 3:37     |  |
| 5.            | «Blue Road»                                    | Just               | 3:56     |  |
| 6.            | «슬퍼하지마» (Seulpeohajima)                   | Just               | 4:23     |  |
| 7.            | «가난한 사랑의 노래» (Gananhan Sarangui Nolae) | Myung Joo          | 3:36     |  |
| 8.            | «널 데려가 줘» (Neol Delyeoga Jwo)             | Booth              | 3:37     |  |
| 9.            | «White Road»                                   | Lim Tae Kyung      | 3:57     |  |
| 10.           | «가시장미» (Gasijangmi)                        | Mille              | 3:53     |  |
| 11.           | «Waltz For Tears»                              | Globalis Orchestra | 2:52     |  |
| 12.           | «Red Road»                                     | Lim Tae Kyung      | 2:24     |  |
| 13.           | «Tango For Sad»                                | Globalis Orchestra | 3:22     |  |
| 14.           | «Love»                                         | Marry-M            | 3:11     |  |

## Emisión internacional
- Taiwán: Videoland Drama (2007).